# 추기경단 단장
추기경단 단장(라틴어: Decanus Sacri Collegii)은 기독교에서, 로마 가톨릭교회 추기경단의 의장을 말하며 주교급 추기경들 가운데 수석 추기경이 맡는 것이 일반적이다. 추기경단 단장은 꼭 전체 추기경들 가운데 가장 연장자여야 할 이유는 없다(추기경으로 가장 오래 있던 사람이 주교급 추기경이 되지 못할 수도 있다). 실제로 현재 가장 오랫동안 추기경 자리에 있었던 에우제니오 데 아라요 살레스 추기경은 사제급 추기경이다. 로마 인근 교구들을 관할하는 가장 장기간 봉직한 주교급 추기경 여섯 명 가운데 한 명이 추기경단 단장이 되는 것이 수세기 동안 이어져온 전통이며, 교황 바오로 6세는 교회법을 제정하여 이들 여섯 명의 주교급 추기경들에게 그들 가운데 투표로 추기경단 단장을 선택할 권한을 위임하였다. 교황 요한 바오로 2세 치세 전까지는 이러한 선출이 정식적인 관례였으며, 요한 바오로 2세 치세부터는 추기경단 단장으로 선출된 추기경이 교황으로부터 재가를 받는 과정이 추가되었다.프란치스코교황때부터는 추기경단장이 임기제로 전환되었다, 추기경단 단장은 추기경단을 대표하고 주재하는 역할을 맡고 있지만 추기경들에 대한 통제권은 갖고 있지 않다. 만약 추기경단 단장이 부재 및 정상적인 업무를 맡는 것이 불가능할 경우에는 추기경단 부단장이 역할을 대신하게 된다.